# Kim Won-il
Kim Won-il (* 15. März 1942 in Kimhae, in der Unterprovinz Keishō-nandō, Provinz Chōsen, damaliges Japanisches Kaiserreich, heutiges Südkorea) ist ein südkoreanischer Schriftsteller, der bereits zahlreiche Literaturpreise gewann. Viele seiner Werke wurden in die englische, französische und deutsche Sprache übersetzt.

## Leben
Sein Vater war kommunistischer Aktivist, der während des Koreakrieges nach Nordkorea überlief, und so Kim Won-il sowie dessen Mutter und Geschwister im Süden allein zurückließ. Nicht nur die Stellung einer verlassenen Frau war zu dieser Zeit dort sehr schlecht, sondern auch die ihrer Kinder. Dazu kam der politische Druck, da die Familie aufgrund der politischen Gesinnung des Vaters ständig ausspioniert wurde.
Er besuchte zunächst die Taegu-Landwirtschaftsoberschule und studierte dann Literatur an der Sorabol Hochschule für Kunst sowie der Yŏngnam-Universität, seinen Master in koreanischer Literatur machte er an der Dankook-Universität. Damit gehört er zu jener Generation von Autoren, die nach der japanischen Kolonialherrschaft ihre Muttersprache und Schrift (Han'gŭl) erst wieder systematisch erlernen musste. Er erlebte die April-Revolution 1960 aktiv mit.
1966 gewann er mit seiner Kurzgeschichte Algeria 1961 einen Wettbewerb des Daegu Daily, dies war gleichzeitig sein Debüt als Schriftsteller. Im darauffolgenden Jahr wurde seine Geschichte Fest der Finsternis in der Zeitschrift Moderne Literatur (Hyŏndae munhak) veröffentlicht.
Seit 2013 arbeitet Kim in der Abteilung für Kreatives Schreiben an der Sunchon National University, wo er mit dem koreanischen Dichter Kwak Jae-gu zusammenarbeitet.

## Familie
Sein Bruder Kim Wŏn-u ist ebenfalls als Schriftsteller tätig.

## Themen
Klassisches Thema bei Kim Won-il ist die Teilung Koreas nach dem Koreakrieg (1950–1953). Seine Hauptfiguren trudeln oft hilflos im historischen Sog hin und her und werden Opfer ihrer Umstände.

## Werke

### Koreanisch

#### Romane
- 푸른 혼 Die blaue Seele (Seoul: Irum, 2005)
- Die Tannen (3. Auflage, Seoul: Irum, 2002)
- 슬픈 시간의 기억 Erinnerung an traurige Zeiten (Seoul: Munhak-kwa chisŏngsa, 2001)
- 히로시마의 불꽃 Das Feuer in Hiroshima (Seoul: Munhak-kwa chisŏngsa, 2002)
- 가족 Die Familie (Band I, II, Seoul: Munidang, 2000)
- 사랑아, 길을 묻는다 Liebe, ich frage nach dem Weg (Seoul: Munidang, 1998)
- 불의 제전 Das Festival des Feuers (7 Bände, Seoul: Munhak-kwa chisŏngsa, 1997)
- 아우라지로 가는 길 Der Weg zur Aurasi (2 Bände, Seoul: Munhak-kwa chisŏngsa, 1996)
- 마당깊은 집 Das Haus am tiefen Hof (Seoul: Munhak-kwa chisŏngsa, 1988)
- 깊은 골 큰 산 Das tiefe Tal, der hohe Berg (Seoul: Chakka chŏngsin, 1987)
- 겨울골짜기 Das winterliche Tal (2 Bände, Seoul: Minŭmsa Co., 1987)
- 바람과 강 Wind und Wasser (Seoul: Munhak-kwa chisŏngsa, 1985)
- 어둠의 사슬 Die schwarze Kette (Seoul: Koryŏwon, 1980)
- 노을 Abendrot (Seoul: Munhak-kwa chisŏngsa, 1978)
- 어둠의 축제 Das schwarze Fest (Seoul: Yemungwan, 1975)
- 어둠의 혼 Der Geist der Dunkelheit (1967)

#### Erzählbände
- 물방울 하나 떨어지면 Wenn ein Tropfen Wasser fällt (Seoul: Munidang, 2004)
- 세월의 너울 Die Jahre (Seoul: Sol, 1960)
- 그곳에 이르는 먼 길 Der lange Weg bis dahin (Seoul: Hyŏndae sosŏlsa, 1992)
- 이상문학상 수상작품집 Die Zelle der Seele: Gesammelte Werke der Yi-Sang-Literaturpreisträger (Seoul: Munhak sasangsa, 1990)
- 환멸을 찾아서 Suche nach Enttäuschung (Seoul: Tongsŏ munhwasa, 1984)
- 도요새에 관한 명상 Meditation über Regenpfeifer (Seoul: Hongsongsa, 1979)
- 오늘 부는 바람 Der Wind, der heute weht (Seoul: Munhak-kwa chisŏngsa, 1976)

### Übersetzungen ins Deutsche
- Wind und Wasser. Übersetzt von Heidi Kang und Ahn Sohyun, mit einem Nachwort von Heidi Kang. Pendragon, Bielefeld 1998, ISBN 3-929096-53-6.
- Das Haus am tiefen Hof. Übersetzt und eingeleitet von Gwi-Bun Schibel-Yang und Wolfgang Schibel. Iudicium, München 2000, ISBN 3-89129-721-1.
- Abendrot. Übersetzt von Kim Hyuk-Sook und Manfred Selzer. Iudicium, München 2014, ISBN 978-3-86205-394-0.

## Auszeichnungen
- 2012 – Orden für kulturelle Verdienste in Silber
- 2005 – Manhae Literaturpreis
- 2003 – Isu Literaturpreis
- 2002 – Kunstpreis der Republik Korea
- 2002 – Hwang Sun-won-Literaturpreis
- 1998 – Isan Literaturpreis
- 1998 – Han-Mu-suk-Literaturpreis
- 1997 – Preis der Yŏngnam Universität (charangsŭrŏn yŏngdaeinsang)
- 1993 – Sŏrabŏl Literaturpreis
- 1992 – Ugyŏng Kunst- und Literaturpreis
- 1991 – Christlicher Kulturpreis
- 1990 – Yi-Sang-Literaturpreis
- 1987 – Yosan Literaturpreis
- 1984 – Tongin-Literaturpreis
- 1979 – Koreanischer Preis für Prosaliteratur
- 1978 – Literaturpreis des Präsidenten der Republik Korea
- 1978 – Koreanischer Literaturpreis für erzählende Literatur
- 1974 – Preis für zeitgenössische Literatur